# هوتو (شهر اتریش)
هوتو (به آلمانی: Hüttau) یک منطقهٔ مسکونی در اتریش است که در ناحیه سنت یوهان ایم پونگاو واقع شده‌است. هوتو ۵۳٫۵۸ کیلومتر مربع مساحت دارد ۶۹۷ متر بالاتر از سطح دریا واقع شده‌است.